# 弗朗塞尔顿·法里亚斯
弗朗塞尔顿·法里亚斯（葡萄牙語：Francielton Farias，1996年3月12日—），巴西男子羽毛球運動員。

## 簡歷
2018年9月，弗朗塞尔顿·法里亚斯出戰墨西哥羽毛球國際賽，與法布里西奥·法里亚斯合作贏得男子雙打比賽冠軍。

## 主要比賽成績
只列出曾進入準決賽的國際賽事成績：
| 年份   | 賽事                         | 公開賽級別 | 項目     | 搭檔                | 成績   |
| ------ | ---------------------------- | ---------- | -------- | ------------------- | ------ |
| 2013年 | 泛美洲青年羽毛球錦標賽       | 其他       | 混合團體 | －                  | 亞軍   |
| 2014年 | 泛美洲青年羽毛球錦標賽       | 其他       | 混合團體 | －                  | 亞軍   |
| 2016年 | 泛美洲羽毛球錦標賽           | 其他       | 混合團體 | －                  | 亞軍   |
| 2017年 | 泛美洲羽毛球錦標賽           | 其他       | 混合團體 | －                  | 亞軍   |
| 2018年 | 墨西哥羽毛球國際賽           | 國際系列賽 | 男子雙打 | 法布里西奥·法里亚斯 | 冠軍   |
| 2018年 | 聖多明哥羽毛球公開賽         | 國際系列賽 | 男子雙打 | 法布里西奥·法里亚斯 | 準決賽 |
| 2019年 | 泛美洲羽毛球混合團體錦標賽   | 其他       | 混合團體 | －                  | 季軍   |
| 2019年 | 秘魯羽毛球國際賽             | 國際系列賽 | 男子雙打 | 法布里西奥·法里亚斯 | 亞軍   |
| 2019年 | 泛美運動會羽毛球比賽         | 其他       | 男子雙打 | 法布里西奥·法里亚斯 | 銅牌   |
| 2019年 | 巴西羽毛球未來系列賽         | 未來系列賽 | 男子雙打 | 法布里西奥·法里亚斯 | 冠軍   |
| 2019年 | 墨西哥羽毛球國際賽           | 國際系列賽 | 男子雙打 | 法布里西奧·法里亞斯 | 準決賽 |
| 2019年 | 危地馬拉羽毛球國際系列賽     | 國際系列賽 | 男子雙打 | 法布里西奧·法里亞斯 | 冠軍   |
| 2019年 | 巴西羽毛球國際系列賽         | 國際系列賽 | 男子雙打 | 法布里西奧·法里亞斯 | 冠軍   |
| 2019年 | 巴西羽毛球國際系列賽         | 國際系列賽 | 混合雙打 | 薩米亞·利馬         | 亞軍   |
| 2019年 | 聖多明哥羽毛球公開賽         | 國際系列賽 | 男子雙打 | 法布里西奧·法里亞斯 | 亞軍   |
| 2019年 | 聖多明哥羽毛球公開賽         | 國際系列賽 | 男子雙打 | 薩米亞·利馬         | 亞軍   |
| 2021年 | 巴西羽毛球國際系列賽         | 國際系列賽 | 男子雙打 | 法布里西奧·法里亞斯 | 冠軍   |
| 2021年 | 多明尼加羽毛球公開賽         | 未來系列賽 | 男子雙打 | 法布里西奧·法里亞斯 | 冠軍   |
| 2022年 | 泛美洲羽毛球男女子團體錦標賽 | 其他       | 男子團體 | －                  | 亞軍   |
| 2022年 | 巴西羽毛球國際系列賽         | 國際系列賽 | 男子雙打 | 法布里西奥·法里亚斯 | 冠軍   |
| 2022年 | 秘魯羽毛球國際系列賽         | 國際系列賽 | 男子雙打 | 法布里西奥·法里亚斯 | 準決賽 |
| 2023年 | 泛美洲羽毛球混合團體錦標賽   | 其他       | 混合團體 | －                  | 季軍   |
| 2024年 | 泛美洲羽毛球男女子團體錦標賽 | 其他       | 男子團體 | －                  | 亞軍   |

| 2007-2017年 | 首要超級賽 | 超級賽 | 黃金大獎賽 | 大獎賽 | 國際挑戰賽 | 國際系列賽 | 未來系列賽 | 其他 |

| 2018-2026年 | 總決賽 | 超級1000賽 | 超級750賽 | 超級500賽 | 超級300賽 | 超級100賽 | 國際挑戰賽 | 國際系列賽 | 未來系列賽 | 其他 |

### 奧運會和世錦賽參賽紀錄
|          | 搭檔                | 2021 | 2022 | 2023 |
| -------- | ------------------- | ---- | ---- | ---- |
| 男子雙打 | 法布里西奧·法里亞斯 | 64強 | 64強 | 64強 |